# Jeff Burch
Pour les articles homonymes, voir Burch.
Jeff Burch est un homme politique provincial canadien de l'Ontario. Il est député provincial néo-démocrate de la circonscription ontarienne de Niagara-Centre depuis 2018.

## Biographie
Né à Thorold en Ontario, Burch obtient un baccalauréat en philosophie de l'Université Brock. Il travaille ensuite comme assistant professeur de l'université pendant trois ans en enseignant des séminaires sur les questions sociales et les études féministes. Il quitte les études en 1996 lorsqu'il devient président de la section locale du syndicat United Steelworkers.

### Carrière politique
Burch entame une carrière publique en siégeant comme conseiller au conseil municipal de Saint Catharines pour le district de Merritton Ward à partir de 2006. Défait en 2010, il tente un retour en 2014, mais au poste de maire, mais est battue par Walter Sendzik (en).
Il tente également sans succès d'être élu député provincial de St. Catharines en 1995.
Élu en 2018, il dépose une motion pour amener un service bidirectionnelle tout le long de la journée du système de train de banlieue GO Transit vers Niagara.